# Martainneville
Martainneville (picardisch: Martchainneville) ist eine nordfranzösische Gemeinde mit 421 Einwohnern (Stand 1. Januar 2022) im Département Somme in der Region Hauts-de-France. Die Gemeinde liegt im Arrondissement Abbeville und ist Teil des Kantons Gamaches.

## Geographie

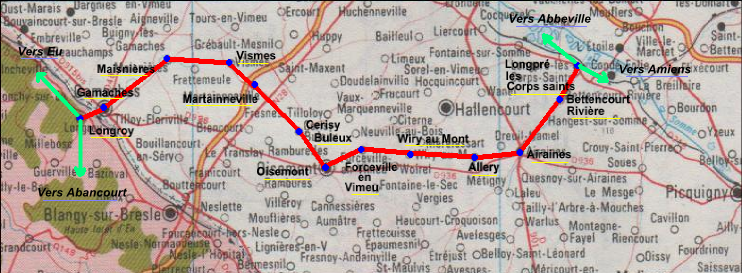
Ehemalige Bahnstrecke nach Gamaches

Die Gemeinde liegt hauptsächlich zwischen der Autoroute A28 im Nordwesten und der früheren Route nationale 28 im Südosten; östlich schließt die Gemeinde Saint-Maxent, westlich die Gemeinde Vismes an. Der Ort liegt an der 1993 stillgelegten Bahnstrecke von Longpré-les-Corps-Saints nach Gamaches (Haltepunkt bei der Agrargenossenschaft an der Grenze zu Saint-Maxent). Auch die 1918 eröffnete, aber nach Beendigung des Ersten Weltkriegs schon 1920 wieder abgebaute strategische Bahnstrecke von Ponthoile nach Feuquières berührte die Gemeinde.

## Geschichte
Die Gemeinde stand über Jahrhunderte unter der Herrschaft der Familie du Bus, die sich nach dem nicht mehr bestehenden Weiler Les Butz benannte, und von der sie ihr Wappen herleitet.

## Einwohner
| 1962 | 1968 | 1975 | 1982 | 1990 | 1999 | 2006 | 2011 |
| ---- | ---- | ---- | ---- | ---- | ---- | ---- | ---- |
| 427  | 400  | 384  | 334  | 321  | 343  | 374  | 410  |

## Sehenswürdigkeiten

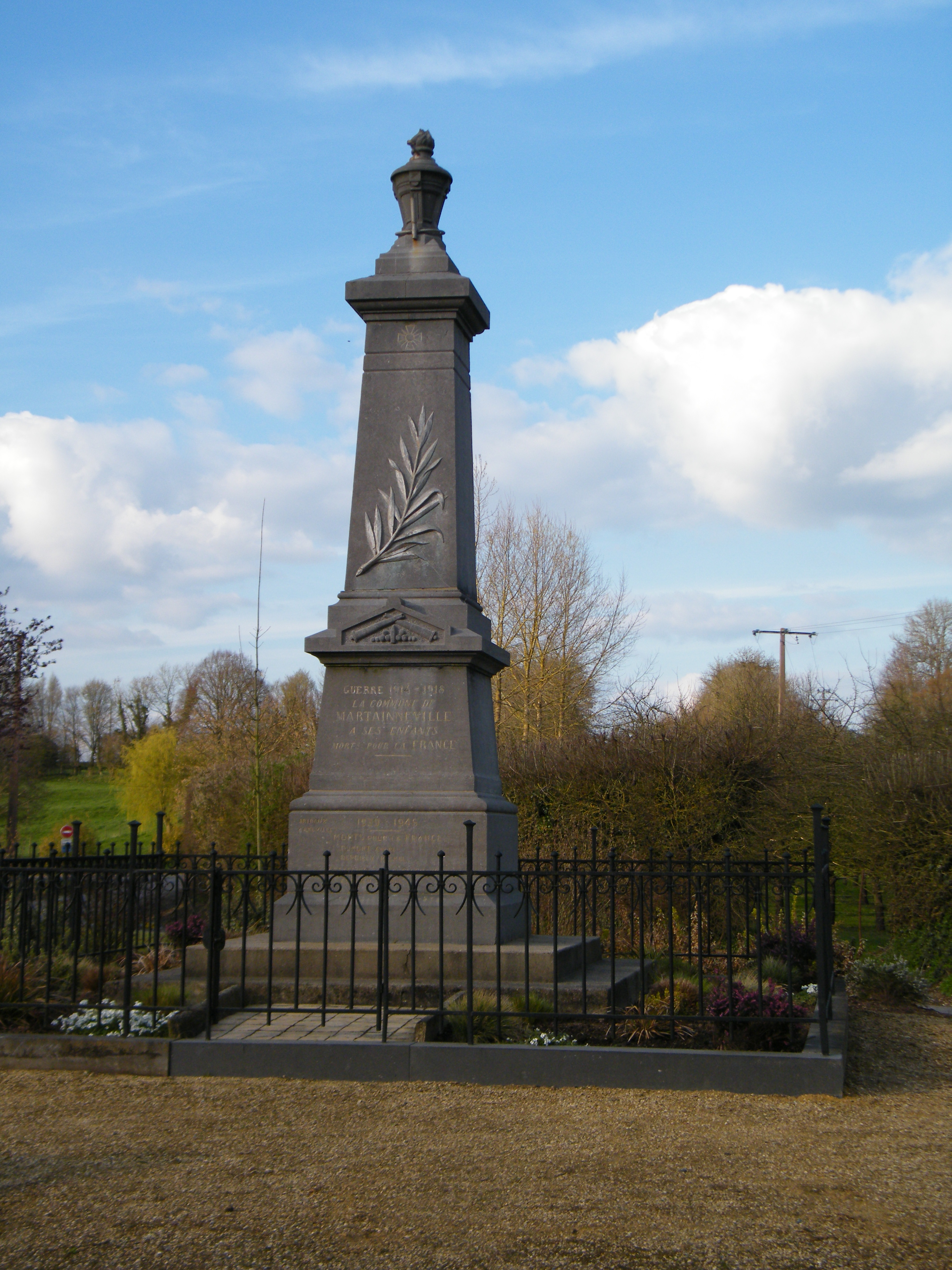
Kriegerdenkmal

- Schloss, dessen Bau auf den Übergang vom 16. zum 17. Jahrhundert zurückgeht und das im 17. und 18. Jahrhundert wiederholt umgebaut wurde[1]
- Kirche Saint-Pierre und Saint-Paul
- Kriegerdenkmal